# Gimme a Break!
Gimme a Break! to amerykański sitcom nadawany przez NBC w latach 1981-1987. W roli głównej występuje Nell Carter jako gospodyni domowa owdowiałego policjanta oraz jego trzech córek.

## Główny motyw
Akcja sitcomu rozgrywa się w fikcyjnym mieście Glenlawn, na przedmieściach Los Angeles w stanie Kalifornia. Nellie Ruth "Nell" Harper (Nell Carter) zgadza się zostać gospodynią domową rodziny Kanisky, jako ukłon w stronę jej dawnej przyjaciółki, Margaret Kanisky (odgrywana w retrospekcjach przez Sharon Spelman), żony szefa policji Carla Kanisky (Dolph Sweet). Nell służy również jako "powiernica tajemnic" trzech córek szefa: 17-letniej Kathleen (Kari Michaelsen), 15-letniej Julie (Lauri Hendler) i 13-letniej Samanthy (Lara Jill Miller).

## Postacie poboczne
Funkcjonariusz Ralph Simpson (Howard Morton) jest ciapowatym policjantem, który pracował razem z Carlem. W drugim sezonie, rodzice Carla, dziadek Stanley (John Hoyt) i babcia Mildred (Jane Dulo) byli pokazywani sporadycznie, jak również jego brat Ed (Pete Schrum), przedsiębiorca z nadwagą, który uwielbia robić innym kawały. Natomiast babcia zmarła po tym sezonie, a dziadek przeprowadził się z Carlem i jego rodziną. Ed ożenił się i jego postać została wypisana z serialu.